# Didactyle (Bulbophyllum)
Didactyle es una sección del género Bulbophyllum perteneciente a la familia de las orquídeas.
Se caracterizan por estar distribuidas por Sudamérica, especialmente en Brasil.

## Especies
1. Bulbophyllum atropurpureum Barb. Rodr. 1877  Brasil
2. Bulbophyllum campos-portoi Brade 1951 Brasil
3. Bulbophyllum exaltatum Lindl. 1842 southern Venezuela, Guyana and northern Brasil
4. Bulbophyllum glutinosum (Barb.Rodr.) Cogn. 1902 Brasil
5. Bulbophyllum incarum Kraenzl. 1905 Perú
6. Bulbophyllum ipanemense Hoehne Brasil
7. Bulbophyllum kautskyi Toscano 2000 Brasil
8. Bulbophyllum longispicatum Cogn. 1893 Brasil
9. Bulbophyllum meridense Rchb.f.1850 Venezuela, Colombia, Ecuador, Perú y Brasil
10. Bulbophyllum sanderianum Rolfe 1893 Brasil
11. Bulbophyllum tripetalum Lindl. 1842 Brasil
12. Bulbophyllum warmingianum Cogn. 1902 Brasil